# 南方航空 (留尼旺)

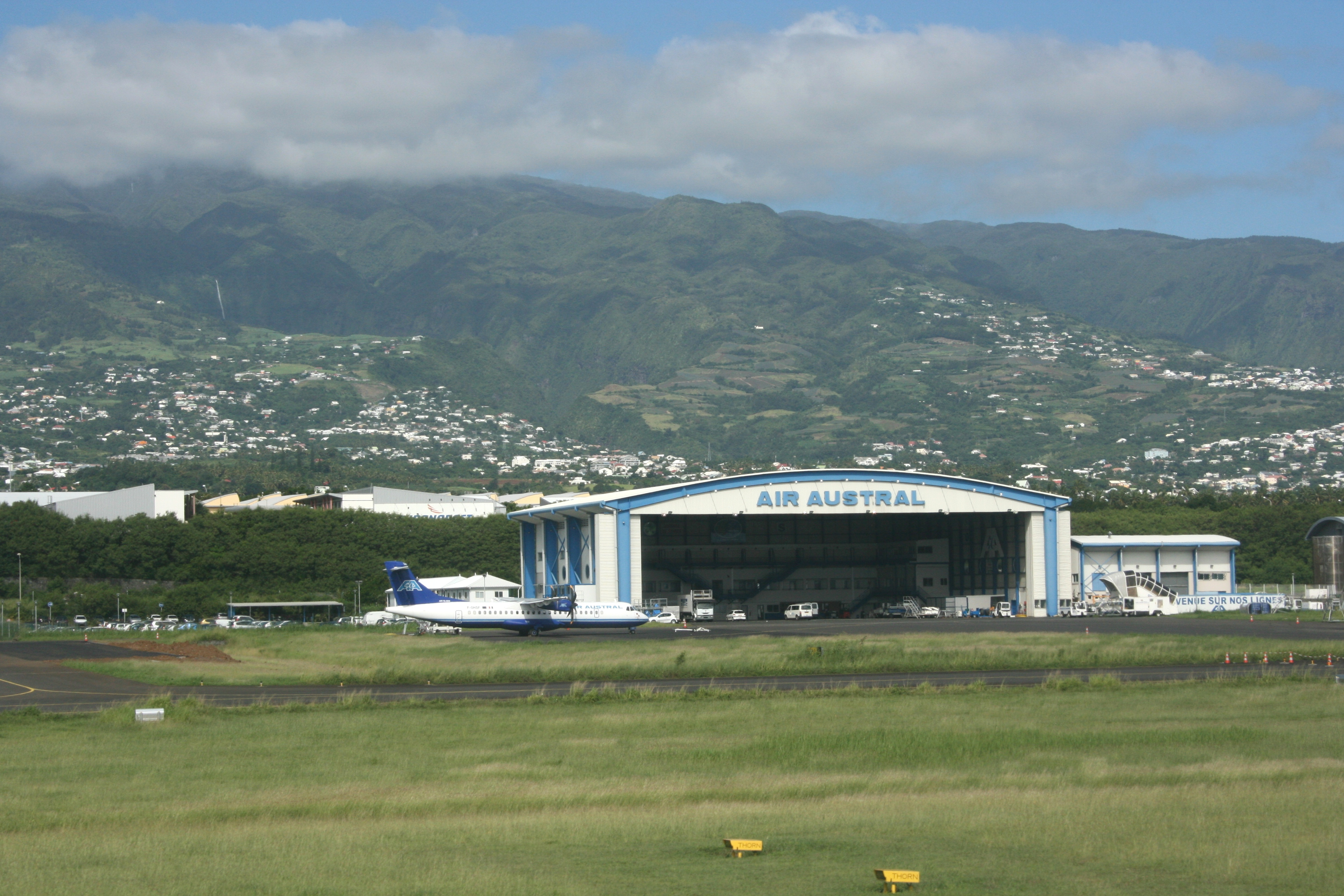
南方航空機庫

南方航空（法語：Air Austral）是總部位於法国海外省留尼旺聖瑪麗羅蘭加洛斯機場的一家法籍航空公司，以島上的羅蘭加洛斯機場和聖皮埃爾機場為其枢纽机场，營運來往法國、南非、馬約特以及一些印度洋島國的定期航班，在2010年時約有900名僱员。

## 歷史
南方航空在1974年12月由當地商人Gérard Ethève創立，是留尼旺首家商業航空公司，又名為留尼旺空中服務（Réunion Air Services (RAS)）。。於1977年8月開辦了來往馬約特島和聖瑪麗的航線，採用霍克西德利HS748型執行。在1986年12月，航空公司改名為皮埃爾留尼旺航空。
在1990年10月，Sematra購買留尼旺航空46%股份，幾個月後，航空公司再改名為南方航空。兩個月後，航空公司購買了第一架波音737-500。另一架波音737-500在1994年購入，在1997年購買了波音737-300QC，可以短時間內改裝為客機或貨機。
在2000年，航空公司購買了短程飛機ATR 72-500。隨後，南方航空開辦了由羅蘭加洛斯機場和聖皮埃爾機場前往馬約特島、南非、科摩羅、毛里求斯、塞舌爾和马达加斯加的航線。在2003年，航空公司開辦了首條長程航線，由法國巴黎至留尼旺，由兩架波音777-200ER執行。第三架波音777-200ER在2005年投入服務。第二條長程航線是從法國馬賽和里昂到留尼旺。
在2007年，第三長程航線開始營運，由法國圖盧茲經馬賽至留尼旺。在2008年，航空公司以一個新的制服內塑造新形象，由巴黎世家設計。並購買了一架ATR 72-500。在2009年4月，南方航空開設一線往悉尼和新喀裡多尼亞的航線，隨後便設立航線由巴黎經留尼旺至悉尼。並再購入2架波音777-300ER。在11月，再確認一個訂單購買全經濟座的空中巴士A380，2014年交付。
在2010年6月，南方航空將會在2011年2月開設留尼旺至波爾多和南特。在2011年8月，南方航空接收了一架可以由馬約特島站直飛至巴黎的波音777-200LR。

## 航點
截至2022年10月，南方航空服務或曾服務以下航點：
| 國家或 地區  | 城市       | 機場                            | 備註     | Refs   |
| ------------ | ---------- | ------------------------------- | -------- | ------ |
| 留尼汪       | 圣玛丽     | 羅蘭加洛斯機場                  | 枢纽     | [ 7 ]  |
| 留尼汪       | 聖皮埃爾   | 聖皮埃爾機場                    | 枢纽     |        |
| 澳大利亞     | 悉尼       | 悉尼機場                        | 终止     | [ 8 ]  |
| 科摩羅       | 莫羅尼     | 賽義德·易卜拉欣王子國際機場     |          | [ 9 ]  |
| 法國         | 波爾多     | 波尔多-梅里尼亚克机场           | 终止     | [ 10 ] |
| 法國         | 里昂       | 里昂聖-埃克蘇佩里機場           | 终止     | [ 10 ] |
| 法國         | 馬賽       | 普羅旺斯機場                    |          |        |
| 法國         | 南特       | 南特大西洋機場                  | 终止     | [ 10 ] |
| 法國         | 巴黎       | 夏爾·戴高樂機場                 |          | [ 11 ] |
| 法國         | 圖盧茲     | 布拉尼亞克機場                  | 终止     | [ 10 ] |
| 印度         | 清奈       | 清奈國際機場                    |          | [ 12 ] |
| 馬達加斯加   | 塔那那利佛 | 伊瓦圖國際機場                  |          | [ 13 ] |
| 馬達加斯加   | 陶拉納魯   | 陶拉納魯機場                    | 终止     |        |
| 馬達加斯加   | 貝島       | 法西內機場                      |          |        |
| 馬達加斯加   | 圖阿馬西納 | 圖阿馬西納機場                  |          |        |
| 馬達加斯加   | 圖利亞拉   | 圖利亞拉機場                    | 终止     |        |
| 毛里求斯     | 路易港     | 西沃薩古爾·拉姆古蘭爵士國際機場 |          | [ 14 ] |
| 毛里求斯     | 羅德里格島 | 蓋坦·杜瓦爾爵士機場             | 季节性   |        |
| 馬約特       | 藻德濟     | 藻德濟帕曼齊國際機場            | 重点城市 | [ 15 ] |
| 新喀里多尼亞 | 努美阿     | 努美阿國際機場                  | 终止     | [ 10 ] |
| 塞舌爾       | 馬埃島     | 塞舌爾國際機場                  |          | [ 16 ] |
| 南非         | 約翰內斯堡 | 奧利弗·坦博國際機場             |          | [ 17 ] |
| 泰國         | 曼谷       | 蘇凡納布機場                    |          | [ 18 ] |

### 聯程機票協議
南方航空與泰國國際航空建立了聯程機票協議。

### 代碼共享協議
南方航空與以下航空公司簽訂了代碼共享協議：
- 法國航空
- 馬達加斯加航空
- 印度航空
- 伊娃航空（英语：Ewa Air）
- 肯亞航空[19]

## 機隊

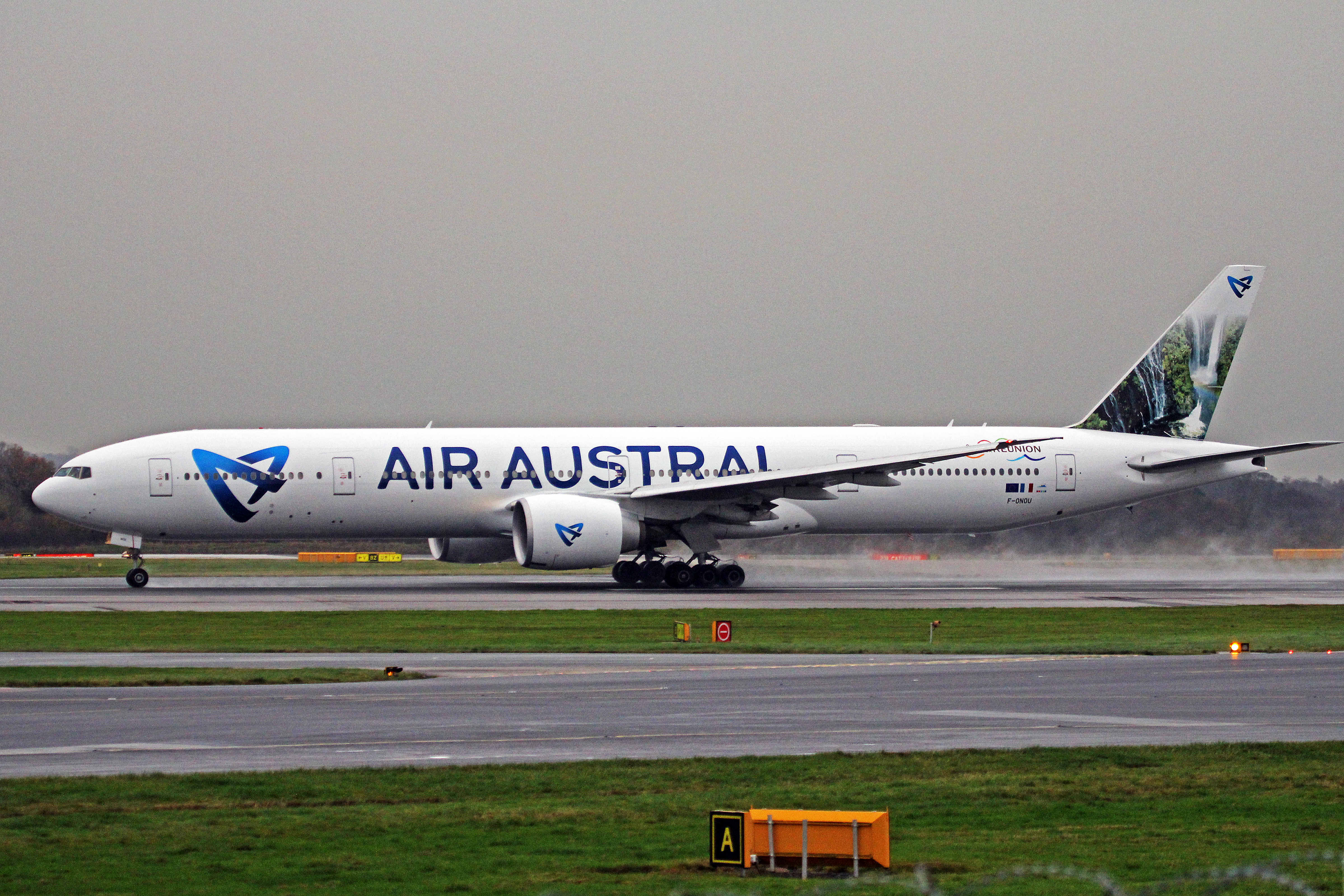
南方航空波音 777-300ER

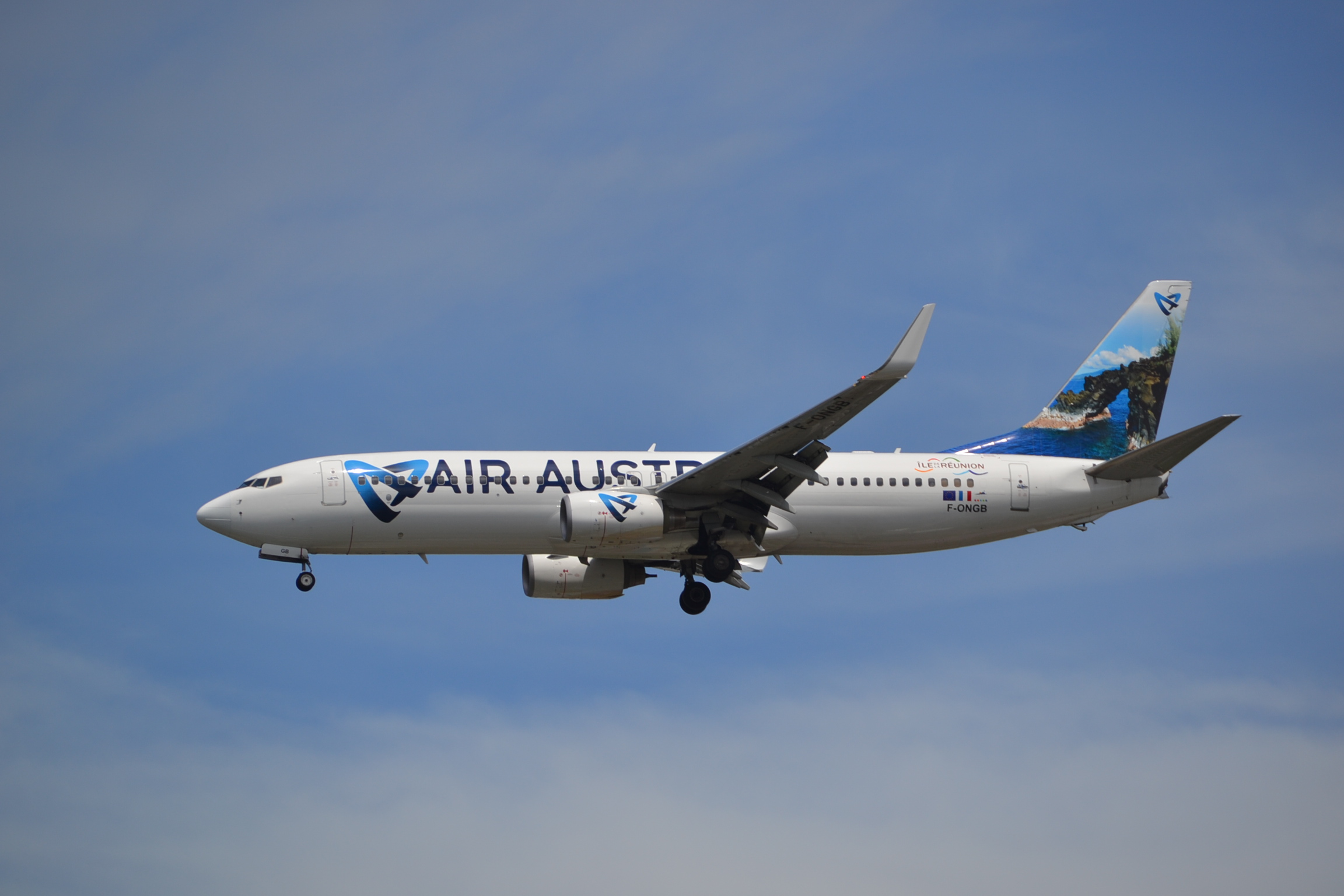
南方航空波音 737-800

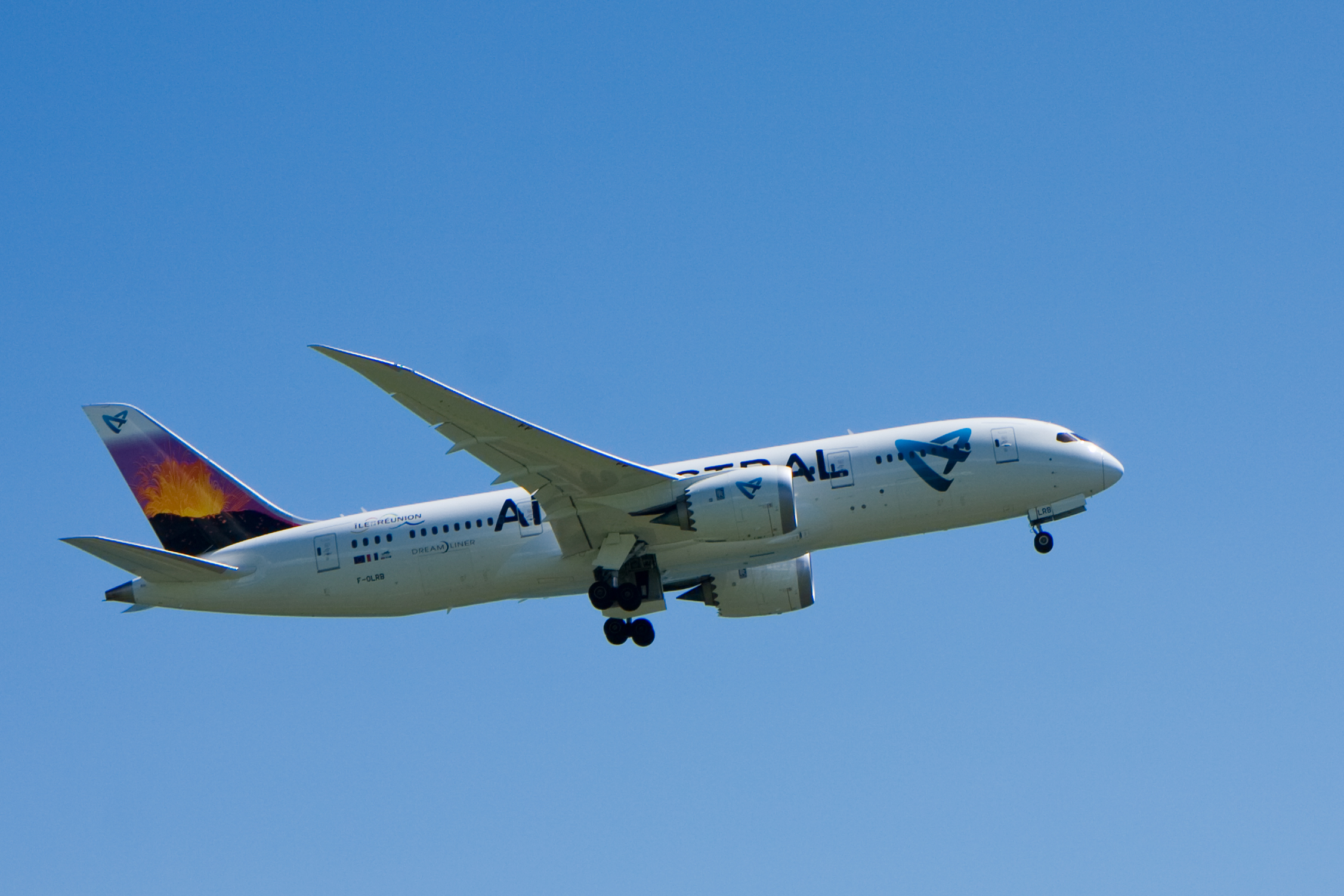
Air Austral 南方航空波音 787-8

營運中機隊：
截至2022年8月，南方航空运营着以下机型：
曾运营机隊：
| 機型1          | 數目 | 投入服務年份 | 退出服務年份 | 備註          |
| -------------- | ---- | ------------ | ------------ | ------------- |
| ATR 72-500     | 3    | 2000         | 2022         | [ 21 ] [ 22 ] |
| 波音 737-300   | 1    | 1994         | 2011         |               |
| 波音 737-300QC | 2    | 1997         | 2016         |               |
| 波音 737-500   | 1    | 1990         | 2011         |               |
| 波音 737-800   | 1    | 2010         | 2021         |               |
| 波音 767-319ER | 1    | 2009         | 2009         |               |
| 波音 777-200ER | 3    | 2003         | 2017         |               |
| 波音 777-200LR | 1    | 2011         | 2015         |               |
| 波音 777-300ER | 2    | 2013         | 2017         |               |

## 外部連結
- 官方網站